# Bananen-Zwergfledermaus
Die Bananen-Zwergfledermaus (Afronycteris nanus) ist eine afrikanische Fledermausart.

## Aussehen
Als eine der kleinsten aller Fledermäuse misst die Bananen-Zwergfledermaus 3,6 bis 4 cm (Kopfrumpflänge), dazu kommen 2,4 bis 4,1 cm Schwanz. Das Fell ist dunkelbraun, die Haarspitzen sind gelbbraun oder rotbraun. Von der ansonsten sehr ähnlichen Kleinen Zwergfledermaus (Pipistrellus nanulus) kann die Bananen-Zwergfledermaus dadurch unterschieden werden, dass die Fellfarbe nicht deutlich rotbraun ist und sie hat im Ohr einen Tragus mit einem Knick.

## Verbreitung
Die Bananen-Zwergfledermaus lebt in ganz Afrika südlich der Sahara, abgesehen von Wüsten und Halbwüsten. Auch auf Madagaskar ist sie beheimatet. Lebensräume der Bananen-Zwergfledermaus sind Regenwälder, Baumsavannen und Plantagen.

## Lebensweise
Wie alle Vertreter ihrer Gattung ist die Bananen-Zwergfledermaus ein reiner Insektenfresser. Nachtfalter und Käfer machen den Großteil der Nahrung aus.
Als Schlafplätze dienen die Blätter von Bananenpflanzen und Strelitzien, heutzutage aber auch menschliche Gebäude. Bananen-Zwergfledermäuse übernachten allein, in kleinen Gruppen oder in Kolonien von bis zu 150 Individuen. Solche Gruppen bestehen meistens aus einem Männchen und mehreren Weibchen. Gelegentlich wurden diese Gruppen als Harems bezeichnet, sie sind jedoch nicht dauerhaft und wechseln ständig ihre Zusammensetzung.

## Systematik
Für die Bananen-Zwergfledermaus existieren zwei wissenschaftliche Namen: Pipistrellus nanus und Pipistrellus africanus. Die International Commission of Zoological Nomenclature (ICZN) erklärte 2005 den Namen africanus für ungültig.
Heute wird die Bananen-Zwergfledermaus statt in der Gattung Pipistrellus in der Gattung Neoromicia geführt.
Sieben Unterarten der Bananen-Zwergfledermaus werden unterschieden:
- Afronycteris nanus africanus: Äthiopien, Kenia, Uganda Demokratische Republik Kongo
- Afronycteris nanus culex: Ghana, Benin, Togo, Nigeria
- Afronycteris nanus fouriei: südliches Angola, westliches Sambia, nördliches Namibia
- Afronycteris nanus helios: Südsudan, Kenia, südliches Somalia
- Afronycteris nanus meesteri: Ostkap
- Afronycteris nanus nanus: Demokratische Republik Kongo, Tansania, Ruanda, Burundi, Sambia, Malawi, Mosambik, Simbabwe, nordöstliches Südafrika
- Afronycteris nanus stampflii: Guinea, Sierra Leone, Liberia, Elfenbeinküste

Die Populationen der nicht genannten Länder (zum Beispiel Republik Kongo, Kamerun, Madagaskar) wurden noch nicht auf ihre Zugehörigkeit zu den Unterarten untersucht.

## Weblink
- Neoromicia nana in der Roten Liste gefährdeter Arten der IUCN 2013.2. Eingestellt von: Hutson, A.M., Racey, P.A., Goodman, S. & Jacobs, D., 2008. Abgerufen am 28. Dezember 2013.